# Chomelia chambersii
Chomelia chambersii är en måreväxtart som beskrevs av John Duncan Dwyer och M.Victoria Hayden. Chomelia chambersii ingår i släktet Chomelia och familjen måreväxter.
Artens utbredningsområde är Panamá. Inga underarter finns listade i Catalogue of Life.